# سوزي بلاكسون
سوزي بلاكسون (بالإنجليزية: Suzie Plakson)‏ هي ممثلة ومغنية وشاعرة أمريكية ولدت في يوم 3 يونيو 1958 في بوفالو في نيويورك. بدأت مشوارها في سنة 1987، مثلت في العديد من المسلسلات والأفلام والمسرحيات مثل مسلسل الجميع يحب رايموند وكيف قابلت أمكما.